# Bipirámide cuadrada elongada
En geometría, la bipirámide cuadrada elongada es uno de los sólidos de Johnson (J15). Como sugiere su nombre, puede construirse elongando un octaedro insertando un prisma cuadrado entre sus mitades congruentes. 
Un cristal de circón es un ejemplo de bipirámide cuadrada elongada. 
Los 92 sólidos de Johnson fueron nombrados y descritos por Norman Johnson en 1966.

## Fórmulas
Fórmulas de la altura ({\displaystyle H}), área ({\displaystyle A}) y volumen ({\displaystyle V}) de la bipirámide cuadrada elongada con caras regulares (sólido de Johnson) y aristas de longitud {\displaystyle L}:
{\displaystyle H=L\cdot \left(1+{\sqrt {2}}\right)\approx L\cdot 2.414213562}
{\displaystyle A=L^{2}\cdot \left(4+2{\sqrt {3}}\right)\approx L^{2}\cdot 7.464101615}
{\displaystyle V=L^{3}\cdot \left(1+{\frac {\sqrt {2}}{3}}\right)\approx L^{3}\cdot 1.471404521}

## Poliedro dual
El dual de la bipirámide cuadrada elongada tiene 10 caras: 8 trapezoidales y 2 cuadradas.
| Dual | Desarrollo |
| ---- | ---------- |
|      |            |